# Berglern
Berglern – miejscowość i gmina w Niemczech, w kraju związkowym Bawaria, w rejencji Górna Bawaria, w regionie Monachium, w powiecie Erding, wchodzi w skład wspólnoty administracyjnej Wartenberg. Leży około 10 km na północ od Erdinga, nad rzeką Sempt.

## Dzielnice
W skład gminy wchodzą następujące dzielnice:
- Berglern
- Mitterlern
- Niederlern
- Glaslern
- Mooslern

## Demografia
Dane o ludności z 31 grudnia 2008:
| Opis                                | Ogółem | Ogółem | Kobiety | Kobiety | Mężczyźni | Mężczyźni |
| ----------------------------------- | ------ | ------ | ------- | ------- | --------- | --------- |
| Jednostka                           | osób   | %      | osób    | %       | osób      | %         |
| Populacja                           | 2539   | 100    | 1252    | 49,31   | 1287      | 50,69     |
| Wiek przedprodukcyjny (0–17 lat)    | 567    | 22,33  | 278     | 10,95   | 289       | 11,38     |
| Wiek produkcyjny (18–65 lat)        | 1738   | 68,45  | 845     | 33,28   | 893       | 35,17     |
| Wiek poprodukcyjny (powyżej 65 lat) | 234    | 9,22   | 129     | 5,08    | 105       | 4,14      |

## Polityka
Wójtem gminy jest Herbert Knur z CSU, rada gminy składa się z 14 osób.
|      | CSU | FWG | BB | Razem |
| 2008 | 4   | 7   | 3  | 14    |
| 2002 | 8   | 6   | –  | 14    |